# Hornow
Hornow, niedersorbisch Lěšće, ist ein Ortsteil der Stadt Spremberg im Süden des brandenburgischen Landkreises Spree-Neiße. Vom 31. Dezember 2001 bis zum 1. Januar 2016 bildete Hornow zusammen mit dem benachbarten Ort Wadelsdorf die Gemeinde Hornow-Wadelsdorf.

## Lage
Hornow liegt in der Niederlausitz etwa 25 Kilometer südöstlich von Cottbus und 14 Kilometer nordöstlich der Kernstadt Spremberg im anerkannten Siedlungsgebiet der Sorben/Wenden. Benachbarte Orte sind Drieschnitz-Vorwerk (zu Neuhausen/Spree) und Trebendorf (zu Wiesengrund) im Norden, Bohsdorf-Vorwerk (zu Felixsee) im Nordosten, Bohsdorf (zu Felixsee) im Osten, Klein Loitz (zu Felixsee) und Wadelsdorf im Süden, Bagenz (zu Neuhausen/Spree) im Westen sowie Drieschnitz-Kahsel (zu Neuhausen/Spree) im Norden. Zu Hornow gehört der Wohnplatz Hornow-Vorwerk (niedersorbisch Lěšćański Forwark).
Durch Hornow verläuft die Landesstraße 48 (geplante Aufstufung B 112) von Spremberg nach Forst. Die nächstgelegene Autobahnanbindung ist die Anschlussstelle Roggosen an der Bundesautobahn 15, welche 13 Kilometer nördlich von Hornow liegt.

## Geschichte
Hornow wurde im Jahr 1346 erstmals urkundlich erwähnt. Der Wohnplatz Hornow-Vorwerk wurde 1810 erstmals urkundlich erwähnt. Bis um das Jahr 1890 wurde der Ort Horno geschrieben, dieser Schreibweise wurde dann aber zur besseren Unterscheidung zum Ort Horno im Landkreis Guben ein „w“ angehängt. Bis Ende des 18. Jahrhunderts war Hornow ein rein von Sorben bewohnter Ort.
Der erste urkundlich erwähnte Besitzer des Gut Hornow war Nickel von Gersdorf im Jahre 1436. Weitere Besitzer waren daraufhin unter anderem die Familie von Zabeltitz (1526), das Adelsgeschlecht von Oertzen (1685 bis 1845), der Reichsfreiherr von Wendt (1846 bis 1852), der Graf von Pückler (1855 bis 1861) und die Familie Wilkins (1862 bis 1945). Mit dem Gut vergrößerte sich auch die Einwohnerzahl des Ortes. 1708 hatte Hornow 54 Einwohner im Alter von zwölf bis 60 Jahren, im Jahr 1755 waren es bereits 229 Einwohner und im Jahr 1914 hatte Hornow 619 Einwohner.
Nach dem Wiener Kongress kam Hornow zusammen mit der Niederlausitz an das Königreich Preußen. Am 25. Juli 1952 wurde die Gemeinde Hornow dem neu gebildeten Kreis Spremberg im Bezirk Cottbus zugeordnet. Nach der Wende lag Hornow im Landkreis Spremberg in Brandenburg. Nach der Kreisreform in Brandenburg am 6. Dezember 1993 kam Hornow zum neu gebildeten Landkreis Spree-Neiße. Am 31. Dezember 2001 wurde Hornow mit der Gemeinde Wadelsdorf zu der neuen Gemeinde Hornow-Wadelsdorf zusammengelegt. Diese gehörte zunächst zum Amt Hornow/Simmersdorf und ab 2003 zum Amt Döbern-Land. Am 1. Januar 2016 wurde die Gemeinde Hornow-Wadelsdorf aufgelöst und Hornow ein Ortsteil von Spremberg.

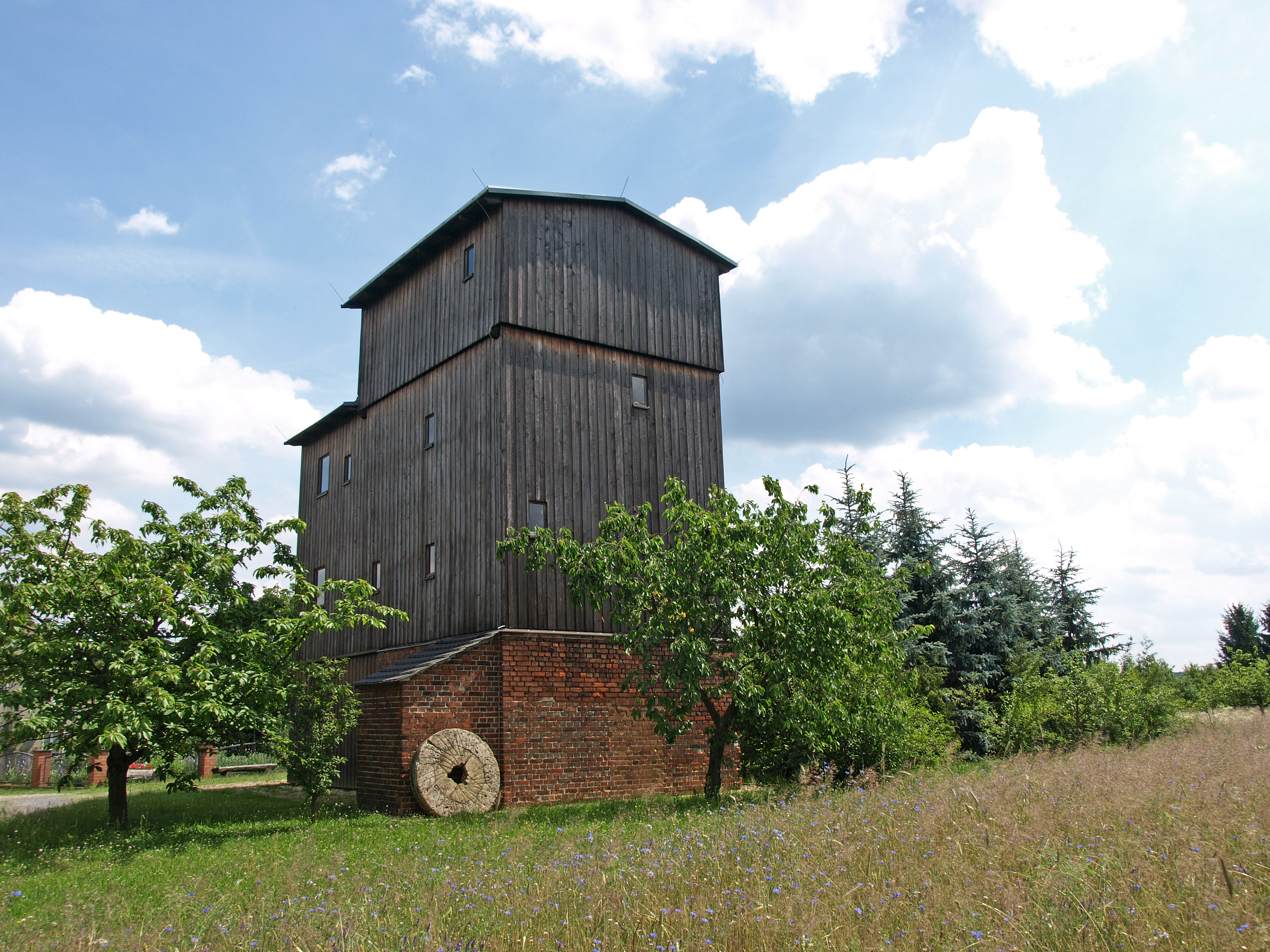
Hornower Mühle

1787 wurde auf dem Gut Hornow eine Windmühle erbaut, die von Hand in die jeweilige Windrichtung gedreht werden musste. Ab 1923 wurde die Mühle elektrisch betrieben und deshalb im Jahr 1930 feststehend, nicht mehr drehbar auf ein Fundament aufgesetzt. Im selben Jahr wurde die Mühle um einen Anbau erweitert, und die Flügel wurden demontiert. 1963 wurde der Betrieb der Mühle eingestellt. Die Maschinen in der Mühle sind heute noch größtenteils vorhanden und können besichtigt werden.

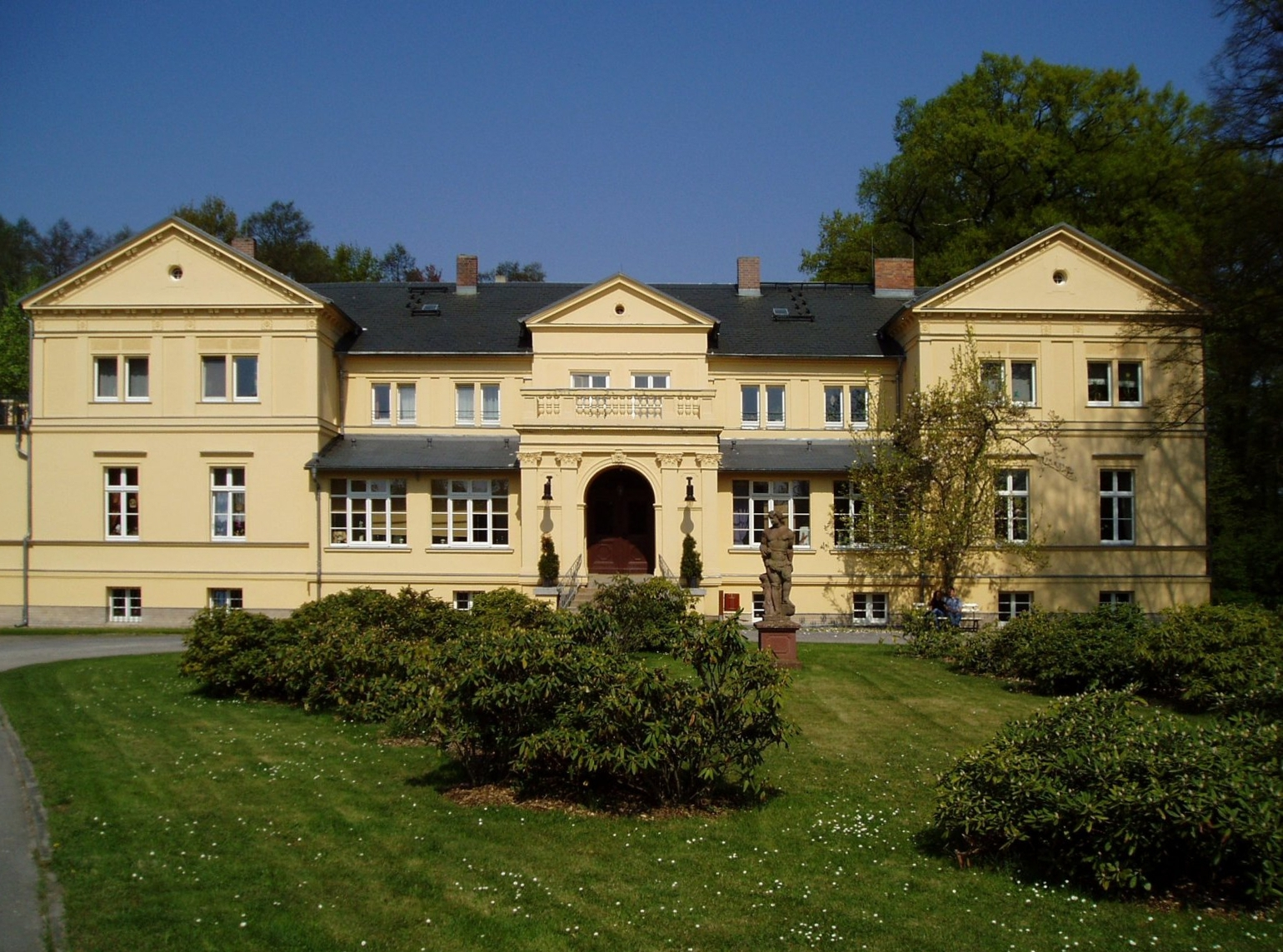
Schloss Hornow

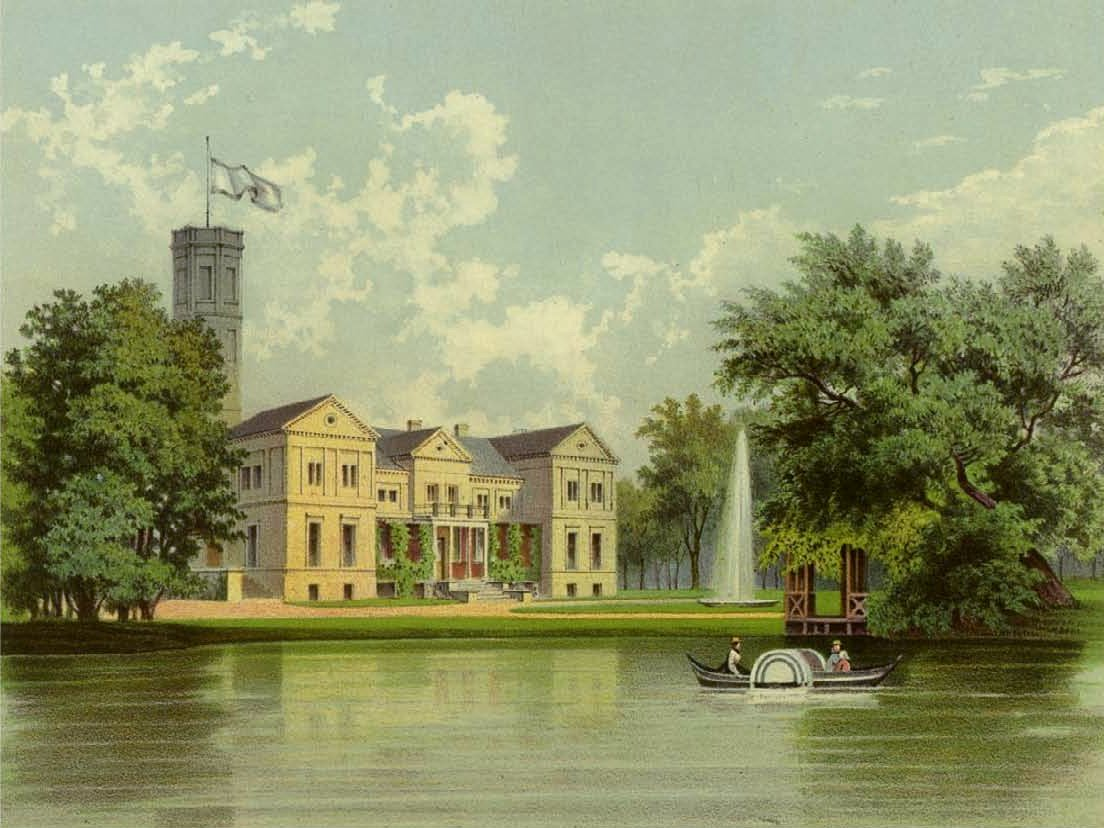
Gut Hornow, Sammlung Alexander Duncker

Im Jahr 1864 wurde das Schloss Hornow als Herrenhaus errichtet und im Jahr 1903 renoviert. Der Schlosspark mit einer Gesamtgröße von 13 Hektar wurde 1981 unter Denkmalschutz gestellt. 2007 wurde das Schloss erneut saniert. Die Dorfkirche in Hornow wurde im 13. Jahrhundert errichtet. Im Jahr 1588 wurde der Altar aufgestellt. Neben dem Altar befindet sich eine Gedenktafel an den Pionier Carl Klinke, der in der Kirche getauft wurde und im Jahr 1864 im Deutsch-Dänischen Krieg den Heldentod starb. Neben der Dorfkirche befindet sich eine 700 Jahre alte Eiche, diese ist der älteste Baum in der Region um Spremberg und war der älteste Baum im ehemaligen Kreis Spremberg.
Die Schule in Hornow wurde zu Beginn des 19. Jahrhunderts erstmals erwähnt und war bis 1908 Bestandteil der Kirche. Bis 1862 wurde dort in deutscher und sorbischer/wendischer Sprache unterrichtet, seitdem nur noch auf Deutsch. Nachdem 1894 die Schule im benachbarten Bohsdorf errichtet worden war, wanderte ein Großteil der Schüler aus Bohsdorf von der Hornower Schule ab. Im Jahr 1934 wurde die Schule neu gebaut.
Im Jahr 1896 wurde der Männergesangsverein Hornow gegründet. Seit dem Jahr 1909 gibt es in Hornow einen Kirchenchor. Zum Osterfest 1914 gründete der Pfarrer Johannes Kock den Hornower Posaunenchor.

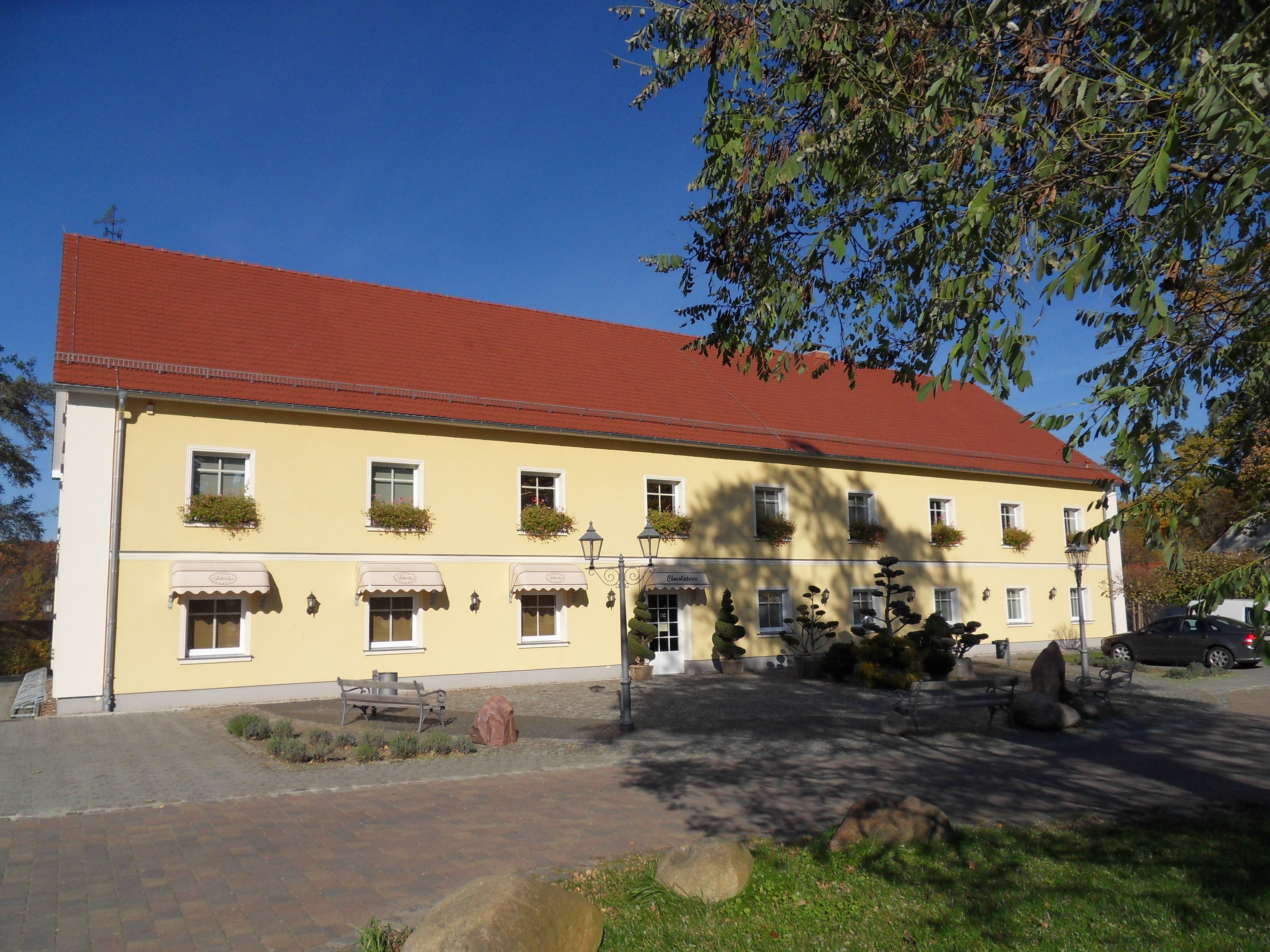
Schokoladenmanufaktur Felicitas

1992 eröffnete in Hornow die Schokoladenmanufaktur Felicitas. Diese verfügt über eine Mitmach-Schauwerkstatt, in der man bei der Schokoladenherstellung zusehen und auch selbst mitmachen kann.

## Bevölkerungsentwicklung
| 1875 | 510 | 1939 | 516 | 1981 | 451 |
| 1890 | 617 | 1946 | 625 | 1985 | 441 |
| 1910 | 619 | 1950 | 636 | 1989 | 465 |
| 1925 | 565 | 1964 | 542 | 1995 | 457 |
| 1933 | 585 | 1971 | 509 | 2000 | 467 |

Für seine Statistik über die sorbische Bevölkerung in der Lausitz ermittelte Arnošt Muka in den achtziger Jahren des 19. Jahrhunderts für Hornow eine Bevölkerungszahl von 491 Einwohnern, davon waren 441 Sorben (90 %) und 50 Deutsche. Ernst Tschernik zählte im Jahr 1956 einen sorbischsprachigen Bevölkerungsanteil von nur noch 1,5 %.

## Sport
Nach dem Ersten Weltkrieg gründete sich 1919 ein Arbeiterturnverein. Der Turn- und Fußballverein TSV Hertha Hornow wurde im Jahr 1932 gegründet.

## Persönlichkeiten
- Erwin Wilkins (1868–1940), Verwaltungsbeamter und Gutsbesitzer, geboren in Hornow

## Nachweise
1. ↑  Einwohner am 01.01.2024. (PDF; 428 KB) Stadt Spremberg, abgerufen am 25. Januar 2025.
2. 1 2 3 4  Chronik Hornow. In: hornow-wadelsdorf.de. Abgerufen am 25. März 2017.
3. ↑  Hornow im Geschichtlichen Ortsverzeichnis. Abgerufen am 25. März 2017.
4. ↑  Änderungen bei den Gemeinden Deutschlands, siehe 2016 StBA
5. ↑  Hornower Mühle. In: hornow-wadelsdorf.de. Abgerufen am 26. März 2017.
6. ↑  Schloss Hornow–Ein Schloss mit langer Tradition. In: confiserie-felicitas.de. Archiviert vom Original (nicht mehr online verfügbar) am 26. März 2017; abgerufen am 25. März 2017.  Info: Der Archivlink wurde automatisch eingesetzt und noch nicht geprüft. Bitte prüfe Original- und Archivlink gemäß Anleitung und entferne dann diesen Hinweis.
7. ↑  Die St. Martin Kirche in Hornow. In: hornow-wadelsdorf.de. Abgerufen am 25. März 2017.
8. ↑  Ortsteil Hornow. In: stadt-spremberg.de. Abgerufen am 25. März 2017.
9. ↑  Kirchenchor. In: hornow-wadelsdorf.de. Abgerufen am 26. März 2017.
10. ↑  Der Hornower Posaunenchor. In: hornow-wadelsdorf.de. Abgerufen am 26. März 2017.
11. ↑  Confiserie Felicitas - die Schokoladenseite der Lausitz. In: reiseland-brandenburg.de. Abgerufen am 26. März 2017.
12. ↑  Historisches Gemeindeverzeichnis des Landes Brandenburg 1875 bis 2005 (siehe bei Hornow-Wadelsdorf). (PDF; 331 KB) Landkreis Spree-Neiße. Landesbetrieb für Datenverarbeitung und Statistik Land Brandenburg, Dezember 2006, abgerufen am 25. März 2017.
13. ↑  Ernst Tschernik: Die Entwicklung der sorbischen Bevölkerung. Akademie-Verlag, Berlin 1954.
14. ↑  Ludwig Elle: Sprachenpolitik in der Lausitz. Domowina-Verlag, Bautzen 1995.
15. ↑  TSV Hertha Hornow. In: hornow-wadelsdorf.de. Abgerufen am 26. März 2017.